# Ломов, Александр Васильевич
Александр Васильевич Ломов (3 января 1928, Воронежская область — 27 января 1994) — советский строитель и государственный деятель. Почётный гражданин Павлодара.

## Биография
Александр Ломов родился 3 января 1928 года в Воронежской области.
В 1950 году окончил Воронежский инженерно-строительный институт по специальности «инженер-строитель».
Начал работать прорабом в Ленинабаде в Таджикской ССР.
В 1957 году перебрался в Павлодар. Здесь был главным инженером, начальником 3-го строительного района управления «Павлодарстрой», управляющим трестом «Павлодарпромстрой», начальником управления «Главпавлодарстрой». За этот период сделал значительный вклад в промышленное развитие города: при непосредственном участии Ломова в Павлодаре возведены тракторный, алюминиевый, нефтеперерабатывающий, ферросплавный и химический заводы, мебельная фабрика, мясокомбинат, угольный разрез «Богатырь», строительные объекты. За время работы в строительстве Ломов воспитал немало руководителей, которые затем успешно работали в этой отрасли.
В 1979 году был назначен министром строительства предприятий тяжёлой индустрии Казахской ССР.
В 1984—1986 годах работал на посту заместителя министра сельского хозяйства Казахской ССР.
В 1986—1987 годах был начальником главного управления капитального строительства «Госагропрома».
Награждён орденами Ленина, «Знак Почёта», Октябрьской революции, Трудового Красного Знамени, медалями. Заслуженный строитель Казахской ССР (1970).
27 января 1993 года постановлением Павлодарского городского Совета народных депутатов был удостоен звания почётного гражданина Павлодара.
Умер 27 января 1994 года.

## Память
9 марта 1994 года постановлением главы Павлодарской городской администрации улица Свердлова в Павлодаре переименована в улицу Ломова.